# Jacobo Ucha
Jacobo Ucha Rodríguez, nacido el 3 de abril de 1993 en Porriño (Pontevedra), es un ciclista español. 
Debutó como profesional en 2016 con el equipo Radio Popular-Boavista.

## Palmarés
- No ha conseguido victorias como profesional.

## Equipos
- Caja Rural-Seguros RGA amateur (2012)
- Caja Rural-Seguros RGA amateur (2013)
- Club Ciclista Rías Baixas (2014)
- Caja Rural-Seguros RGA amateur (2015)
- Caja Rural-Seguros RGA amateur (2016) (Hasta abril)
- Rádio Popular ONDA Boavista (Desde abril)[2][3] (2016)
- W52-FC Porto (2017)